# يورو أفريكا إنتركونيكتور
يورو أفريكا إنتركونيكتور (بالإنجليزية: EuroAfrica Interconnector)‏ هو موصل كهربائي عالي الجهد وكابل طاقة بحري بين شبكات الكهرباء اليونانية والقبرصية ومصر. الرابط الكهربائي هو طريق سريع للطاقة يربط بين إفريقيا وأوروبا. سيكون لديها القدرة على نقل 2000 ميغاواط من الكهرباء في أي من الاتجاهين. سيتم تصنيف قدرة النقل السنوية بـ 17.5 تيراواط ساعة، أي أكثر بكثير من الإنتاج السنوي في محطات توليد كهرباء سد أسوان. أصدر الرئيس المصري عبد الفتاح السيسي، والرئيس القبرصي نيكوس أناستاسيادس، ورئيس وزراء اليونان كيرياكوس ميتسوتاكيس، إعلانًا مشتركًا في ختام القمة الثلاثية السابعة، التي عقدت في القاهرة في 8 أكتوبر 2019، أعربوا فيه عن رغبتهم في ذلك. لمواصلة تعزيز تعاونهم في مسائل الطاقة. على وجه الخصوص، ذكر الإعلان المشترك للقادة الثلاثة أنهم أقروا بأهمية إنشاء شبكة كهربائية بين مصر وقبرص واليونان، بناءً على الاتفاقية الإطارية بين الشركة القابضة لكهرباء مصر وشركة يورو أفريكا إنتركونيكتور في 22 مايو 2019.

## معلومات تقنية
سوف يربط يورو أفريكا إنتركونيكتور مصر بشبكات الطاقة القبرصية واليونانية عبر جزيرة كريت، بكابل طاقة بحري عالي الجهد مباشر يبلغ طوله حوالي 1,396 كيلومتر (867 ميل). سيتم ربط مصر بقبرص 498 كيلومتر (309 ميل) كابل طويل. سيتم ربط قبرص بكريت 898 كيلومتر (558 ميل) طويل يوفر اتصالاً بشبكة الكهرباء لعموم أوروبا. يصل عمق مد الكابلات إلى 3,000 متر (9,800 قدم) تحت مستوى سطح البحر في بعض المناطق بين جزيرة كريت وقبرص. سيكون لديها القدرة على نقل 2000 ميغاواط من الكهرباء في أي من الاتجاهين. تبلغ قدرة النقل السنوية 17.5 تيراواط ساعة، أي أكثر بكثير من الإنتاج السنوي لسد أسوان.
المكونات الرئيسية هي:
- 3 محطات تحويل HVDC من نوع محول مصدر الجهد (VSC) بترتيبات ثنائية القطب (في مصر وقبرص وكريت)[2]

تقوم محطات المحول بتحويل التيار المباشر (DC) إلى التيار المتردد (AC) أو العكس. محطات التحويل ثنائية القطب ويمكن تشغيلها في اتجاهين، مما يتيح استيراد أو تصدير الكهرباء حسب الطلب.
- كابلات التيار المباشر عالية الجهد ( HVDC ) تحت سطح البحر والأرض والتي ستربط بين محطات المحول. سيتم تشغيل الكابلات في أزواج بجهد 500 كيلو فولت.
- أقطاب البحر وكابلات التيار المباشر ذات الجهد المتوسط تربطها بمحطات التحويل
- التيار المتردد (AC) مفاتيح ربط محطات تحويل على الشبكة في أربعة مواقع مختلفة.

في المرحلة الأولى، سيكون للرابط قدرة 1000 ميجاوات. من المتوقع أن تكلف 2.5 يورو مليار في المرحلة الأولى. يقدر المصممون أن الربط الأول بين محطة الطاقة الغازية في البرلس في مصر وكوفينو في قبرص سينتهي في عام 2022. أطول الربط بين Kofinou على قبرص و Fodele سيتم الانتهاء في جزيرة كريت في عام 2023.
أدرجت شركة Fircroft للتوظيف الهندسي التقني في قطاع الطاقة مشروع يورو أفريكا إنتركونيكتور باعتباره خامس أكبر مشاريع نقل وتوزيع كبرى في العالم لعام 2019 وما بعده.

## الدعم في مصر وقبرص واليونان
تم توقيع اتفاقية تعاون بالقاهرة في 6 فبراير 2017 بين ناسوس كتوريدس، الرئيس التنفيذي لشركة يورو أفريكا إنتركونيكتور المطورة للمشروع، ورئيس الشركة القابضة للكهرباء المصرية (EEHC) جابر دسوقي، بحضور وزير الكهرباء المصري محمد شاكر الدسوقي. -مرقبي. وأكد المركبي على الأهمية الإستراتيجية للربط الكهربائي للتنمية الاقتصادية وأمن الطاقة في مصر. طلب الرئيس المصري عبد الفتاح السيسي إطلاعه كل أسبوع على التقدم المحرز في المشروع. مع الرابط الكهربائي، من المتوقع أن تصبح الدول الثلاث مراكز طاقة لشبكات الطاقة الأفريقية والأوروبية.
قدم السيسي، في اجتماعه مع كتوريدس في 22 نوفمبر 2017 في نيقوسيا، الدعم والالتزام الكاملين لبناء مشروع الربط الكهربائي. التقى السيسي ورئيس قبرص نيكوس أناستاسيادس ورئيس وزراء اليونان أليكسيس تسيبراس في نيقوسيا في اليوم السابق. وشجعوا ورحبوا بمبادرات القطاع الخاص لمشاريع البنية التحتية للطاقة، وأكدوا على أمن الطاقة في البلدان الثلاثة. سلط تسيبراس في 5 ديسمبر / كانون الأول الضوء على مشروع الربط الكهربائي بين أوروبا وآسيا والرابط الأوروبي لأفريقيا كمشروعين رئيسيين مهمين للنمو الاقتصادي والإستراتيجية الجيولوجية لليونان.

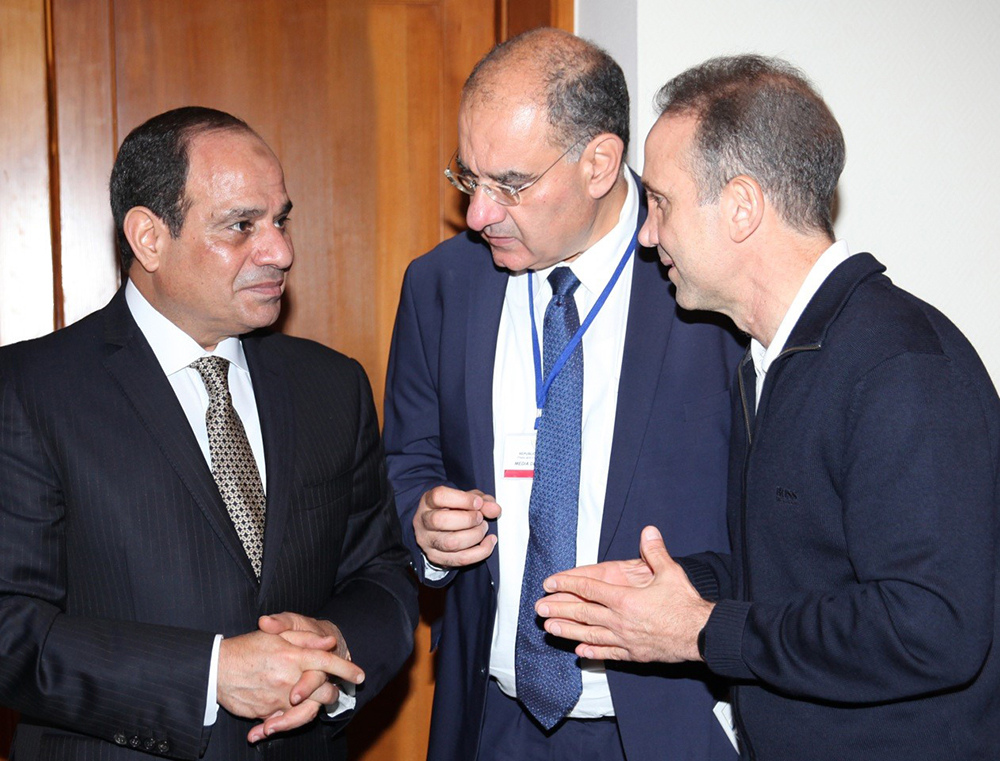
اجتماع نيقوسيا في 20 نوفمبر 2017. الرئيس عبد الفتاح السيسي يقدم الدعم الكامل للرئيس التنفيذي لشركة يورو أفريكا إنتركونيكتور ناسوس كوتوريدس.

من المتوقع أن يستغرق استكمال الدراسات الخاصة بالمشروع 18 شهرًا على الأقل وستكون هناك حاجة إلى 3 سنوات لتنفيذ المشروع.
تمت الموافقة على نقاط الإنزال والمسار الدقيق للكابلات ومواقع محطات تحويل الجهد العالي في 26 فبراير 2018 في القاهرة خلال اجتماع بين وزير الكهرباء والطاقة المتجددة المصري محمد شاكر المركبي و ناسوس كوتوريدس. ستكون نقطة الإنزال ومحطة التحويل في مصر بالقرب من محطة توليد كهرباء البرلس الجديدة ذات الكفاءة العالية 4.8 جيجاوات، على بعد 100 كيلومتر غرب دمياط.
أبرمت شركة Elia، مشغل نظام نقل الكهرباء البلجيكي، اتفاقية تحالف إستراتيجي مع إدارة يورو أفريكا إنتركونيكتور لتطوير وتنفيذ خط الربط الكهربائي تحت سطح البحر بقدرة 2000 ميجاوات.
انضم وزير خارجية قبرص السابق (1997-2003، 2013-1 مارس 2018) ورئيس مجموعة عمل الشؤون الخارجية بالبرلمان الأوروبي، إيوانيس كاسوليدس، إلى يورو أفريكا إنتركونيكتور في 4 أبريل 2018 كرئيس للمجلس الإستراتيجي.
انعقد الاجتماع الأول لمجموعة العمل لخط الربط الكهربائي EuroAfrica مع الشركة القابضة لكهرباء مصر في القاهرة في 22-23 أبريل 2018.
في 25 يونيو 2018، سلم رئيس المجلس الإستراتيجي الأوروبي لأفريقيا كاسوليدس إلى وزير الكهرباء المصري محمد شاكر المركبي دراسة عن خط الربط الكهربائي تحت سطح البحر بقدرة 2000 ميجاوات. قدم الرئيس المصري، عبد الفتاح السيسي، عند اجتماعه مع رئيس المجلس الإستراتيجي الأوروبي الأفريقي كاسوليدس والرئيس التنفيذي ناسوس كوتوريدسفي 27 يونيو 2018 في القاهرة، الدعم الكامل مرة أخرى لتنفيذ مشروع الربط الكهربائي.

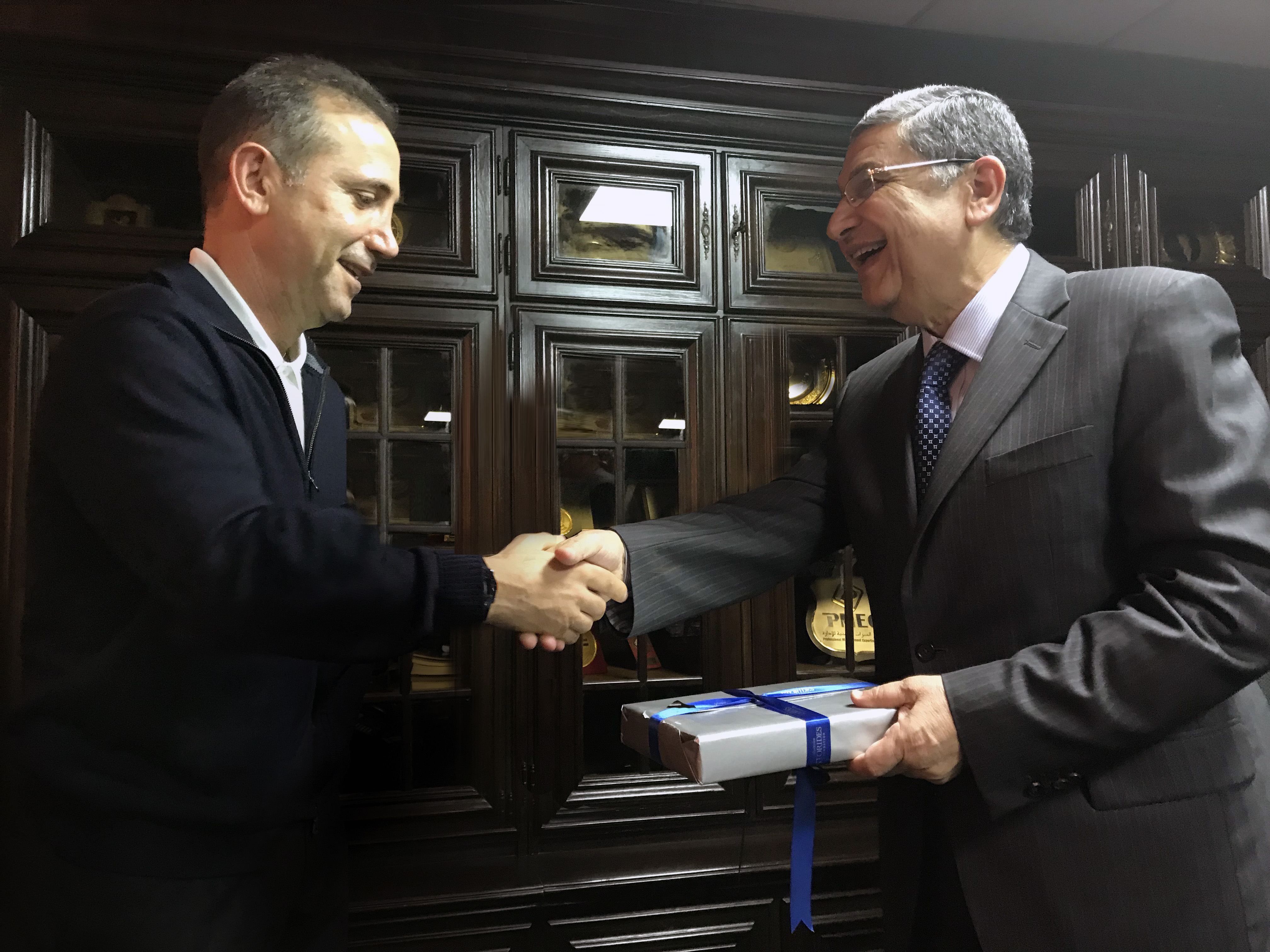
التقى وزير الكهرباء محمد شاكر المركابي والرئيس التنفيذي لشركة يورو أفريكا إنتركونيكتور ناسوس كوتوريدس في القاهرة في 26 فبراير 2018.

التقى السيسي وأناستاسيادس وتسيبراس مرة أخرى في القمة الثلاثية السادسة في إيلوندا، كريت في 10 أكتوبر 2018. وشددوا مرة أخرى على أهمية مشروع الربط الكهربائي لمنطقة أوروبا وأفريقيا.
يوم 22 مايو 2019 في القاهرة، ناسوس كوتوريدسو وقع صباح محمد مشعل رئيس مجلس إدارة الشركة المصرية لنقل الكهرباء اتفاقية إطارية لتنفيذ إنشاء نظام الكابلات. تم التوقيع على الاتفاقية بحضور رئيس الوزراء المصري مصطفى مدبولي، ومجلس الوزراء، ورئيس المجلس الإستراتيجي لرابطة أوروبا وأفريقيا كاسوليدس.
أصدر السيسي وأناستاسيادس ورئيس وزراء اليونان الجديد كيرياكوس ميتسوتاكيس إعلانًا مشتركًا في ختام القمة الثلاثية السابعة، التي عقدت في القاهرة في 8 أكتوبر 2019، أعربوا فيه عن رغبتهم في مواصلة تعزيز تعاونهم في الأمور من الطاقة. وفي هذا الصدد، قال البيان المشترك للقادة الثلاثة: "لقد أقروا بأهمية إنشاء شبكة كهربائية بين مصر وقبرص واليونان، مثل الاتفاقية الإطارية بين الشركة القابضة لكهرباء مصر وشركة يورو أفريكا إنتركونيكتور بتاريخ 22 مايو. 2019.
تم تعيين كريستوفر بيساريدس الحائز على جائزة نوبل رئيساً للمجلس الاقتصادي لأوروبا إفريقيا للربط الكهربائي.

## نتائج الهيدروكربونات البحرية لشرق البحر الأبيض المتوسط

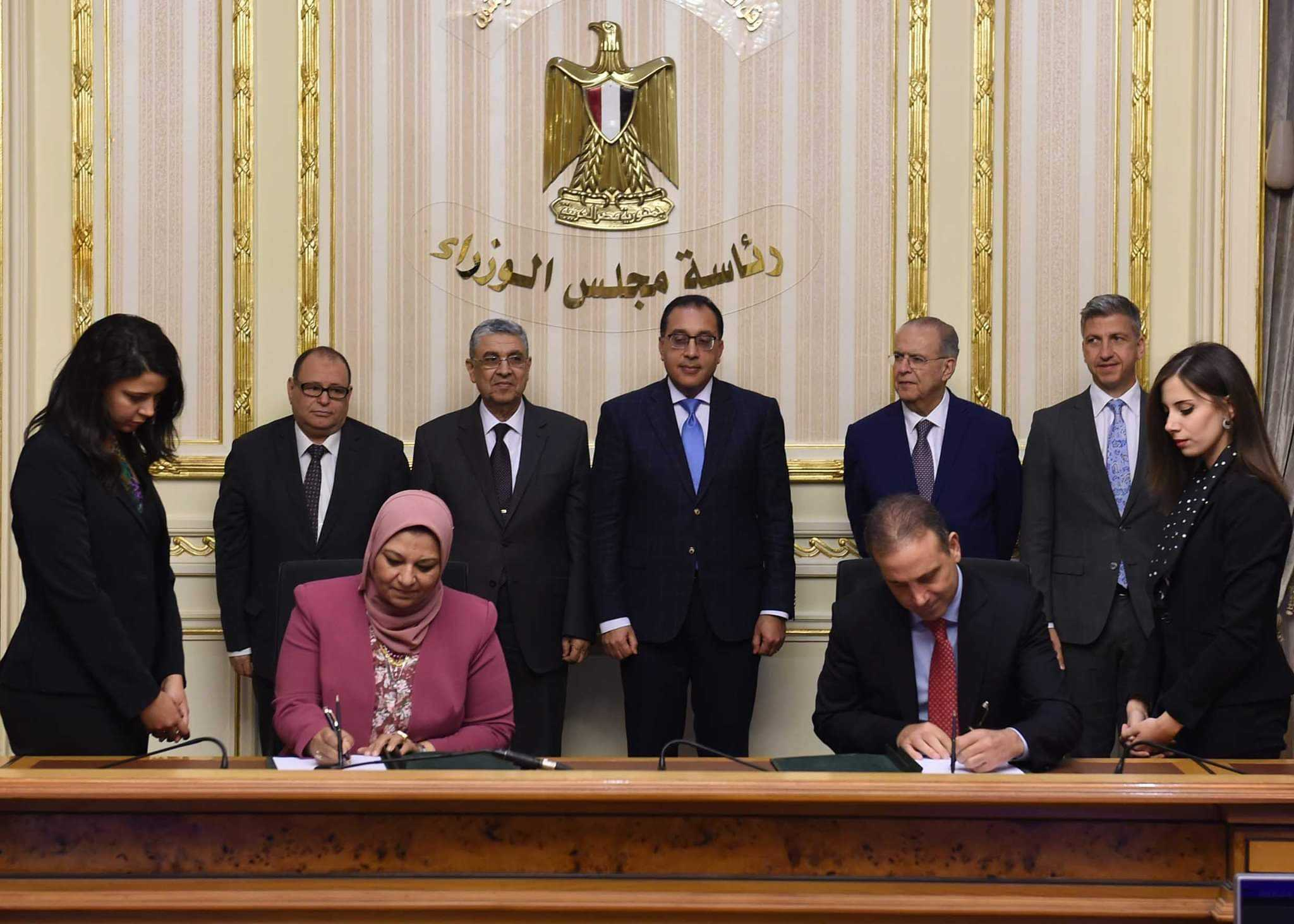
وقع الرئيس التنفيذي لشركة يورو أفريكا إنتركونيكتور ناسوس كوتوريدس اتفاقية InterConnector تاريخية بين مصر وقبرص بحضور مصطفى مدبولي، رئيس وزراء مصر، وزير الكهرباء، وأيوانيس كاسوليدس، رئيس المجلس الإستراتيجي لأوروبا الإفريقية.

يحد بحر الشام باليونان وتركيا وسوريا ولبنان وإسرائيل ومصر، وتتوسط قبرص أكبر جزرها. تنتشر في قاع البحر في حوض شرق البحر الأبيض المتوسط البراكين الطينية التي تنفث الغاز والنفط أحيانًا في المنطقة القاعية. من الناحية الجيولوجية، تتكون من أعمدة رواسب تصل إلى 12كم سميكة توجها المتبخرات. تؤدي الحقائق الجيولوجية وعلماء المحيطات إلى التكهنات بأن بحر الشام يحتوي على رواسب كبيرة من الغاز والنفط محصورة في المبخرات. اكتشفت إيني مؤخرًا في المنطقة الاقتصادية الخاصة بمصر حقل غاز ظهر، وهو أكبر حقل غاز معروف في البحر الأبيض المتوسط. يحتفظ حقل غاز ظهر بحوالي 850 بليون متر مكعب (30×1012 قدم3) من الغاز. تشير التقديرات إلى وجود حوالي 3,500 بليون متر مكعب (120×1012 قدم3) من موارد الغاز غير المكتشفة. يمكن أن يساعد الرابط الكهربائي على الاستخدام الأفضل لحقول الغاز المكتشفة حديثًا عن طريق تحويل الغاز إلى كهرباء ونقل الكهرباء إلى شبكات بعيدة.

## مصر كمركز إقليمي للطاقة

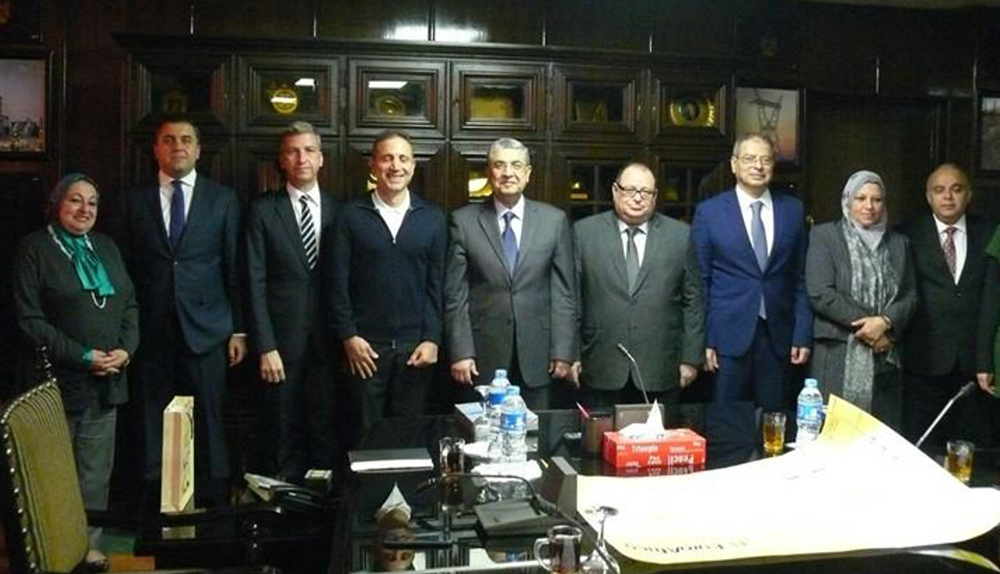
وزير الكهرباء محمد شاكر المركبي، والرئيس التنفيذي لشركة يورو أفريكا إنتركونيكتور ناسوس كوتوريدس، ورئيس الشركة القابضة للكهرباء المصرية جابر دسوقي مصطفى، وسفير قبرص Charis Moritsis وكبار مسؤولي الوزارة في اجتماع 26 فبراير 2018 في القاهرة

خلال عام 2014. عانت مصر من انقطاع التيار الكهربائي بشكل كبير. في عام 2015. وقعت مصر 9 دولارات مليار عقد مع شركة سيمنز لتزويد محطات طاقة الغاز وطاقة الرياح بقدرة 16.4 جيجاوات. تقوم شركة سيمنز ببناء ثلاث محطات لتوليد الطاقة بالغاز ذات الدورة المركبة: بني سويف، العاصمة الجديدة، والبرلس، تبلغ قدرة كل منها 4.8 جيجاواط. في مصر، تقوم شركة سيمنز أيضًا ببناء مزارع رياح بقدرة 2 جيجاوات. ستعمل محطات الطاقة الجديدة على زيادة توليد الكهرباء في مصر بنسبة 50٪. ومن المتوقع أن يتم تسليم محطات الطاقة خلال عام 2018. قيد الإنشاء جزء من محطة بنبان للطاقة الشمسية بقدرة 1.8 جيجاوات.
في فبراير 2018، أعلنت شركة مصرية وشركاء في حقلي تمار وليفياثان البحريين الإسرائيليين عن صفقة بقيمة 15 مليار دولار لتصدير 6.5 مليار متر مكعب سنويًا من الغاز الإسرائيلي إلى مصر. تمهد الصفقة الطريق وترقية مكانة مصر كمركز إقليمي للطاقة. تخطط قبرص ومصر لإنشاء خط أنابيب غاز يربط حقل غاز أفروديت القبرصي بمنشآت الغاز الطبيعي المسال في مصر.
مصر تخطط لربط 3.000 ميجاوات إلى المملكة العربية السعودية. من خلال رابط الطاقة هذا سيتم توصيله بدول الخليج الأخرى المرتبطة بالمملكة العربية السعودية وقطر والكويت والبحرين وغيرها.
تم التوقيع على مذكرة تفاهم للتعاون الإستراتيجي في مجال الطاقة بين مصر والاتحاد الأوروبي في 23 أبريل 2018. الاتحاد الأوروبي يدعم تحويل مصر إلى مركز للطاقة.

## الكفاءة وخفض كبير

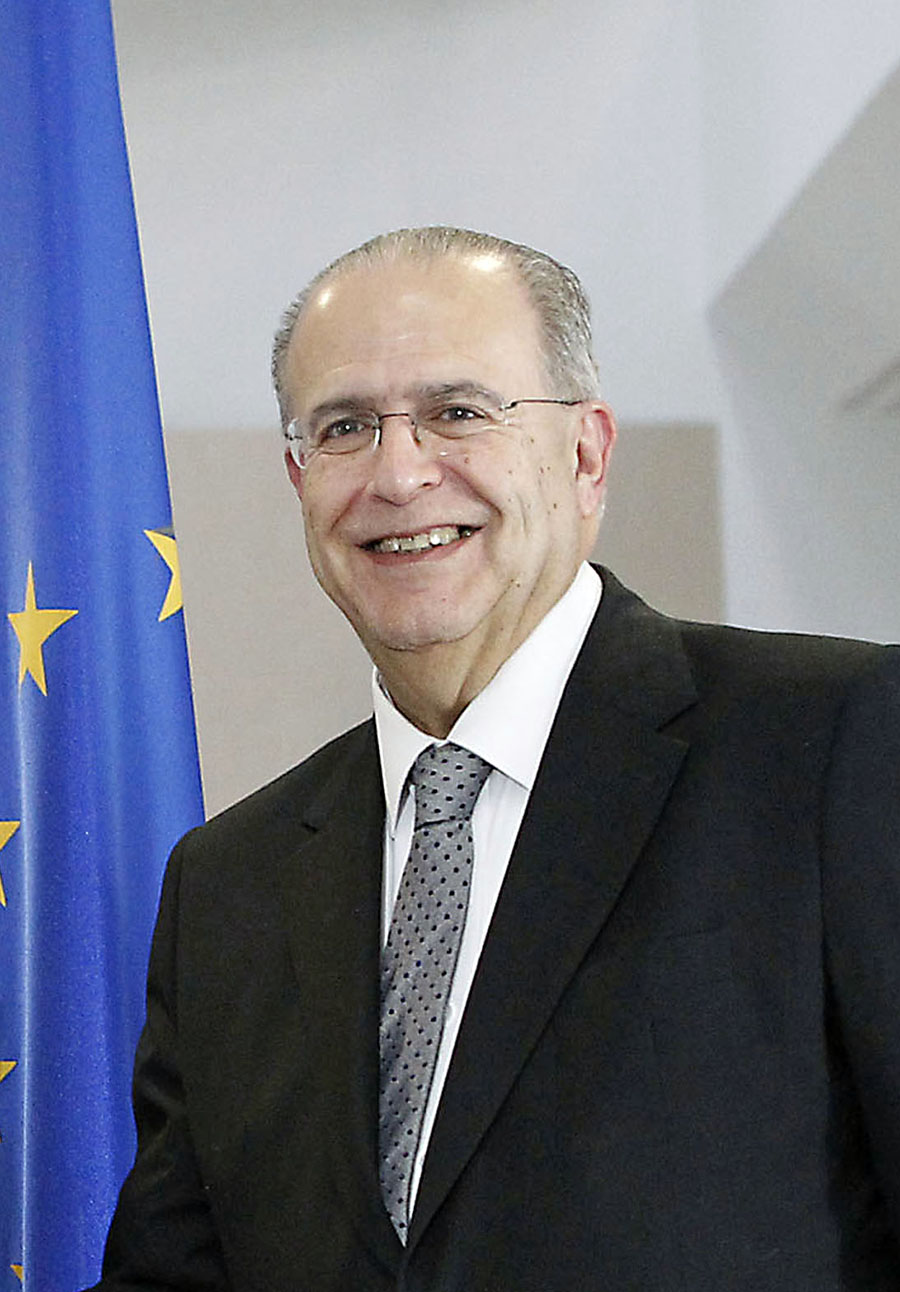
إيوانيس كاسوليديس، رئيس المجلس الإستراتيجي للرابطة الأوروبية لأفريقيا

محطات توليد الطاقة بالغاز المصرية الجديدة ذات الدورة المركبة تأتي مع توربينات تكنولوجيا سيمنز من الفئة H بكفاءة تحويل للطاقة تصل إلى 60٪. عادةً ما تتمتع محطات توليد الطاقة التي تعمل بالغاز بكفاءة تحويل طاقة تصل إلى 38% ومحطات طاقة نفطية تصل إلى 42% ومحطات تعمل بالفحم من 32٪% إلى 42 ٪. تبلغ الكفاءة الحرارية لمحطات الطاقة القبرصية 36.5٪، بينما تقل كفاءة محطات الطاقة اليونانية عن 40٪.
ستؤدي زيادة الكفاءة إلى خفض تكاليف الوقود بشكل كبير وكذلك تقليل انبعاثت ثاني أكسيد الكربون. تنتج محطات توليد الطاقة بالغاز ذات الكفاءة العادية في تحويل الطاقة كهرباء بنسبة 1.5 إلى 2 مرة أقل من ثاني أكسيد الكربون مقارنة بمحطات توليد الكهرباء التي تعمل بالفحم أو النفط. من ناحية أخرى، ستنتج محطات توليد الطاقة بالغاز المصرية الجديدة عالية الكفاءة لنفس الكمية من الكهرباء المنتجة 2 إلى 3 مرات أقل من ثاني أكسيد الكربون مقارنة بمحطات الطاقة العادية التي تعمل بالنفط أو الفحم المستخدمة في قبرص وكريت واليونان.

## فوائد الربط الكهربائي
- يضمن إمدادًا آمنًا بالطاقة لقبرص واليونان ومصر وربطها بالشبكة الأوروبية[2] مدير مشروع يورو أفريكا إنتركونيكتور جورج كيلاس (في الوسط) مع كريس بيترز، الرئيس التنفيذي لمجموعة Elia Group (يمين) وماركوس بيرغر، رئيس قسم البنية التحتية لمجموعة Elia Group  مدير مشروع يورو أفريكا إنتركونيكتور جورج كيلاس (يسار) مع ديدييه ويوت، كبير مسؤولي الحلول والخدمات في Elia Group

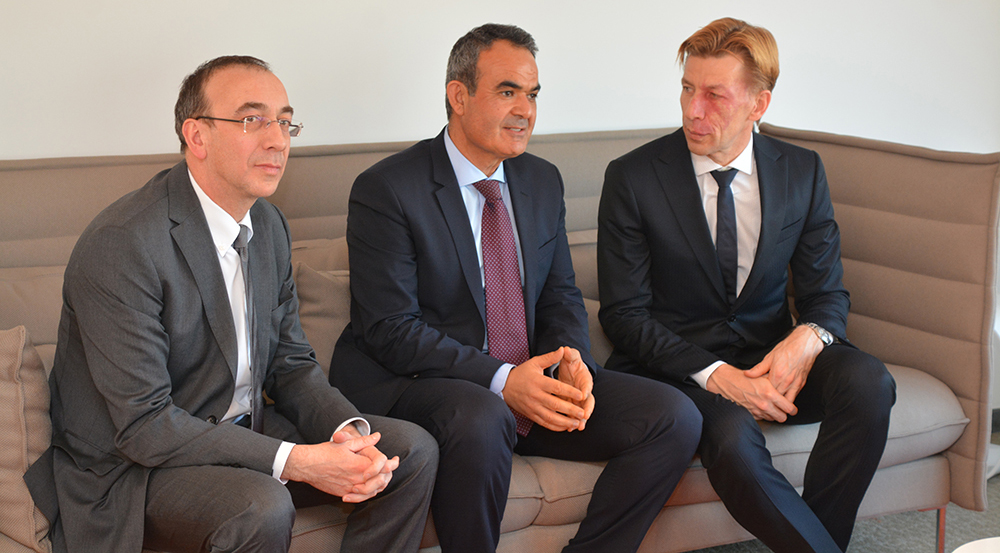
مدير مشروع يورو أفريكا إنتركونيكتور جورج كيلاس (في الوسط) مع كريس بيترز، الرئيس التنفيذي لمجموعة Elia Group (يمين) وماركوس بيرغر، رئيس قسم البنية التحتية لمجموعة Elia Group

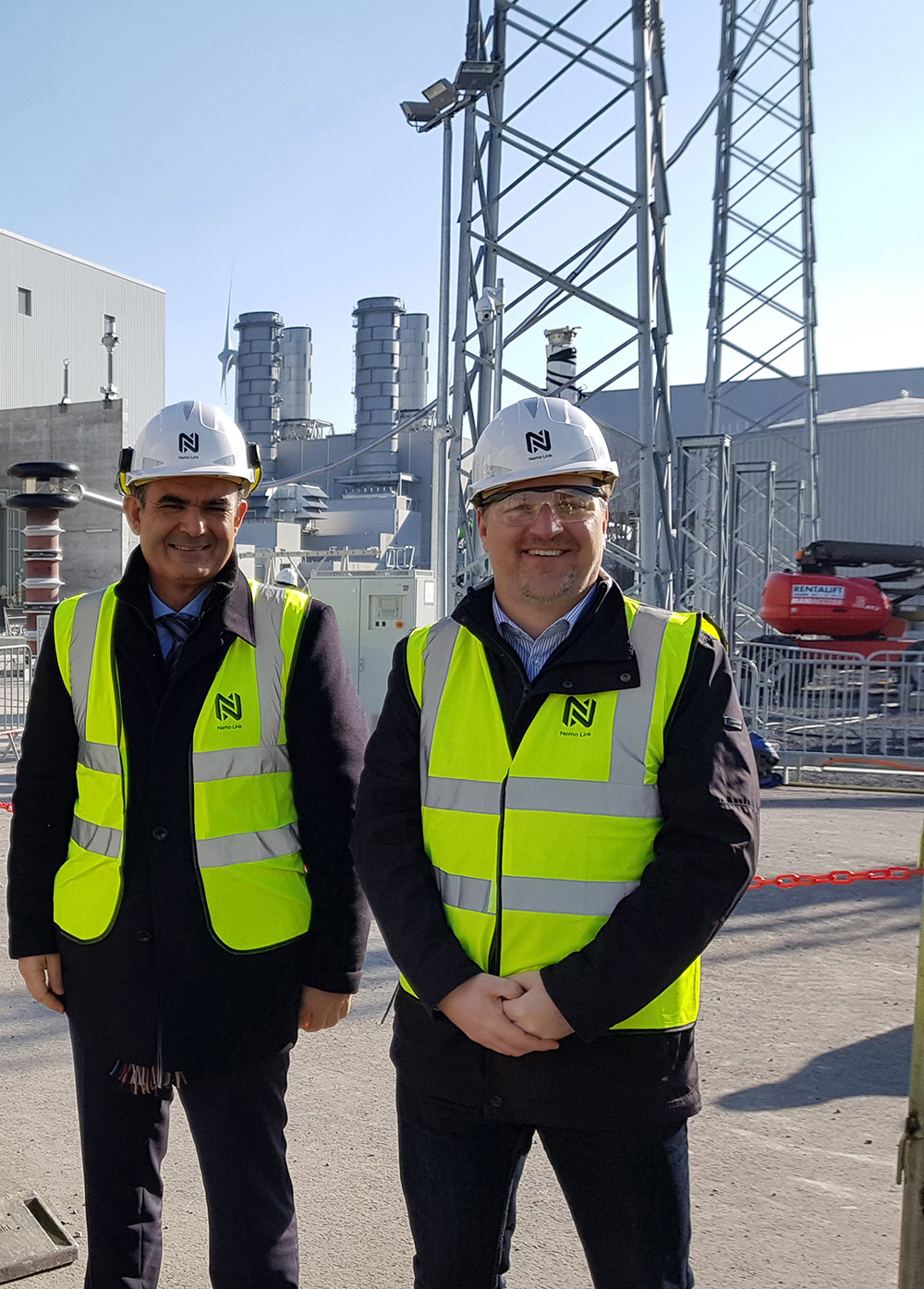
مدير مشروع يورو أفريكا إنتركونيكتور جورج كيلاس (يسار) مع ديدييه ويوت، كبير مسؤولي الحلول والخدمات في Elia Group

- ينهي عزلة الطاقة لقبرص وكريت وربطهما بالشبكة الأوروبية. قبرص هي آخر عضو في الاتحاد الأوروبي معزولة تمامًا بدون روابط طاقة.[2]
- يتيح اكتشاف الغاز في مصر وقبرص الجديدة الطريق نحو أسواق جديدة في شكل كهرباء. يتيح أيضًا مسارًا للكهرباء المنتجة من مصادر الطاقة المتجددة.[2] قد يؤدي تطوير مصادر الطاقة المتجددة في الأنظمة المعزولة مثل قبرص وكريت إلى تعريض الأنظمة الكهربائية للجزر للخطر بسبب التقلبات الفوضوية في الإنتاج. سيمكن الربط الكهربائي نسبة عالية من مصادر الطاقة المتجددة في مثل هذه الأنظمة المعزولة.
- يساهم في هدف الاتحاد الأوروبي بنسبة 10% من الربط الكهربائي بين الدول الأعضاء.[2]
- يعزز تطوير مصادر الطاقة المتجددة ويساهم بشكل كبير في الحد من ثاني أكسيد الكربون.
- يقدم فوائد اقتصادية وجيوسياسية كبيرة لثلاث دول.[2] من المتوقع أن تبلغ الفوائد الاجتماعية والاقتصادية حوالي 10 مليارات يورو.[2]

## انظر ايضاً
- خط أنابيب شرق المتوسط
- الطاقة في مصر
- منتدى غاز شرق المتوسط

## روابط خارجية
- الموقع الرسمي